# Mormonia denussa
Mormonia denussa är en fjärilsart som beskrevs av Matthias Ehrmann 1893. Mormonia denussa ingår i släktet Mormonia och familjen nattflyn. Inga underarter finns listade i Catalogue of Life.